# Club León
Club León F.C. (eller bare León) er en mexicansk fodboldklub fra León i Guanajuato-staten. Klubben spiller i landets bedste liga, Liga MX, og har hjemmebane på stadionet Estadio León. Klubben blev grundlagt den 20. august 1944, og har siden da vundet syv mesterskaber og fem pokaltitler.
León har én gang, i 1993, nået finalen i CONCACAF Champions League, hvor man dog tabte til costaricanske Deportivo Saprissa.

## Titler
- Liga MX (7): 1947-48, 1948–49, 1951–52, 1955–56, 1991–92, Apertura 2013, Clausura 2014

- Copa México (5): 1948-49, 1957–58, 1966–67, 1970–71, 1971–72

## Kendte spillere
| - Tita - Evanivaldo Castro - Hernán Medford - James Rodríguez - Rafael Márquez - Adalberto López - Antonio Carbajal - Jared Borgetti - Oribe Peralta - Eric Wynalda - Marcelo Balboa |